# هرنادپتری
هرنادپتری (به مجاری:  Hernádpetri) یک منطقهٔ مسکونی در مجارستان است که در ناحیه انچ واقع شده‌است.